# 고산넨역
고산넨역(일본어: 後三年駅)은 일본 아키타현 센보쿠 군 미사토 정에 위치한 동일본 여객철도 오우 본선의 철도역이다. 단선 · 섬식의 형태를 합친 2면 3선 구조의 복합 승강장을 갖춘 지상역이다.

## 역 주변
- 고산넨 스키장

## 역사
- 1921년 12월 12일 : 일본국유철도의 역으로서 센보쿠 군 이즈메 촌에 개업.
- 1987년 4월 1일 : 일본국유철도 분할 민영화에 의해, 동일본 여객철도가 승계.
- 2012년
  - 12월 22일 : 신 역사 공용 개시.
  - 12월 24일 : 오프닝 세레머니를 실시.

## 인접 역
| 동일본 여객철도 오우 본선 | 동일본 여객철도 오우 본선 | 동일본 여객철도 오우 본선 |
| ------------------------- | ------------------------- | ------------------------- |
| 요코테 신조 방면          | ■ 오우 본선               | 이즈메 아키타 방면        |